# زملول فورموزي
زملول فورموزي (الاسم العلمي: Exobasidium formosanum) هو نوع من الفطريات يتبع جنس الزملول من فصيلة الزملولية.